# Lissonotus flavocinctus puncticollis
Lissonotus flavocinctus puncticollis é uma subespécie de coleóptero, que pertence a espécie Lissonotus flavocinctus da tribo Lissonotini (Cerambycinae); com distribuição do sudoeste dos Estados Unidos ao norte do México.

## Sistemática
- Ordem Coleoptera
  - Subordem Polyphaga
    - Infraordem Cucujiformia
      - Superfamília Chrysomeloidea
        - Família Cerambycidae
          - Subfamília Cerambycinae
            - Tribo Lissonotini
              - Gênero Lissonotus
                - Espécie L. flavocinctus
                  - Subespécie L. f. puncticollis Bates, 1885